# Top Girls
«Top Girls» (англ. Top Girls) — п'єса англійської драматургині Керіл Черчилль, уперше поставлена в лондонському театрі «Королівський двір» у 1982 році.

## Історія
У творі з багатьох перспектив — економічної, соціальної та професіональної — досліджується значення жіночого успіху у світі, в якому домінують чоловіки. Якщо в процесі досягнення успіху жінкам доводиться відмовлятися від вагомої частини себе, тоді як оцінювати остаточний результат? Якого роду здобутком є успішність, досягнута шляхом деструктивної конкуренції? Черчилль у «Top Girls» підважує домінантні суспільно і культурно загальноприйняті ґендерні ролі, статус жінок, взаємозв'язок капіталізму, класу та сім'ї. Авторка досліджує трансформацію фемінізму в епоху тетчеризму, коли домінуючий соціалістичний фемінізм заступає ліберальний. Драматургія п'єси вільно рухається між контрастними часовими рамками, зсуває хронологічні послідовності подій, залучає історичні та літературні посилання.
П'єса вважається однієї із вершин постмодерністської драматургії другої половини XX століття та була нагороджена низкою нагород, а в 2014 році «The Daily Telegraph» включив «Top Girls» у список 15 найкращих п'єс усіх часів.

## Історія постановок

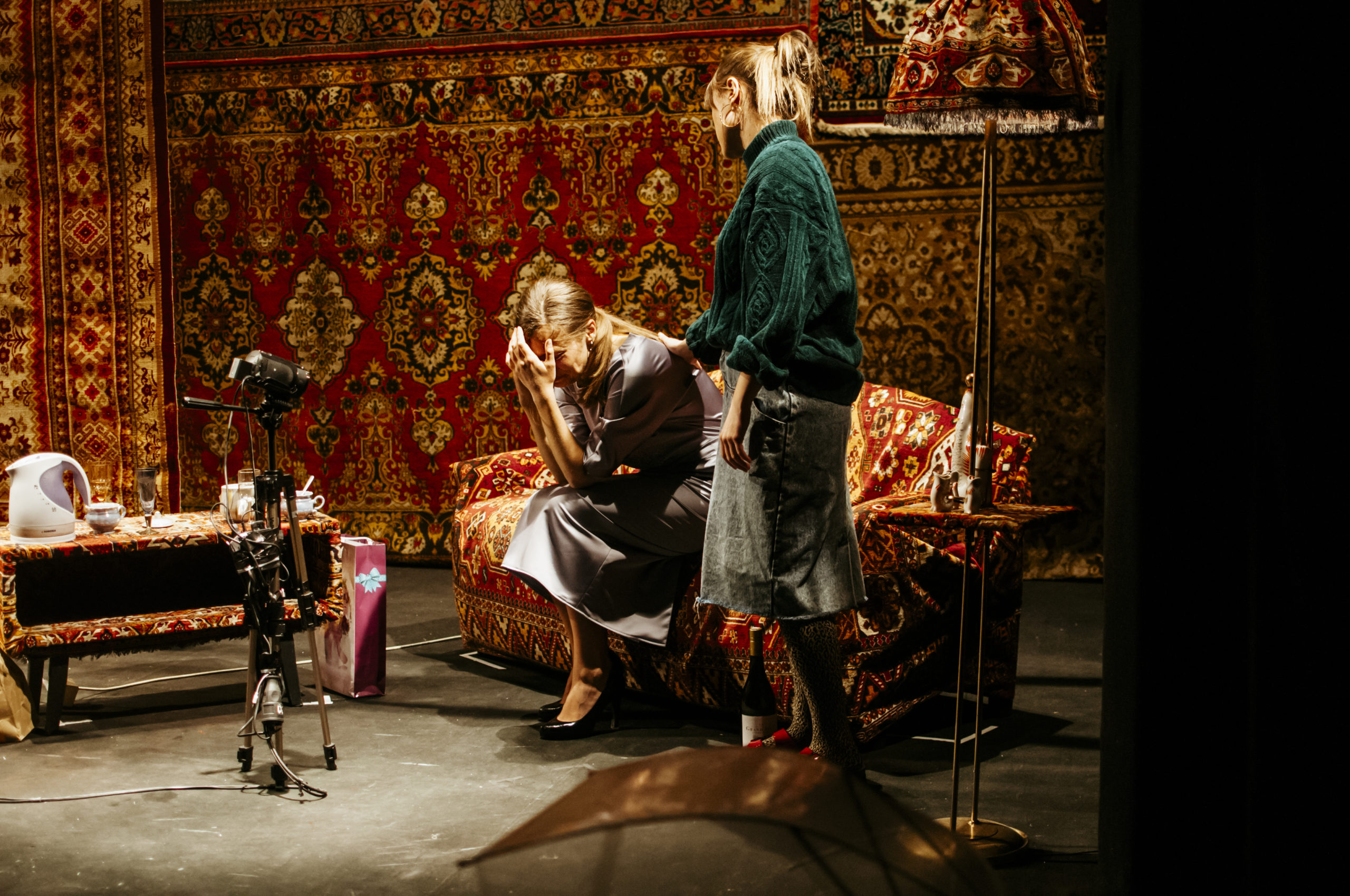
Марлін й Ізабелла Берд. Сцена з постановки п'єси у Львівському академічному драматичному театрі імені Лесі Українки, 2021 р.

- 2021 — «Top Girls» (реж. Дмитро Захоженко, Львівський академічний драматичний театр імені Лесі Українки)